# Бемиж
Беми́ж (рос. Бемыж) — село в Кізнерському районі Удмуртії, Росія.

## Населення
Населення становить 662 особи (2010, 809 у 2002).
Національний склад (2002):
- росіяни — 92 %

## Урбаноніми[3]
- вулиці — Азіна, Будьонного, Лікарняна, Карла Маркса, Колгоспна, Комунальна, Комсомольська, Куйбишева, Леніна, Луб'янська, Молодіжна, Набережна, Пушкинська, Радянська
- провулки — Жовтневий, Комунальний

## Історія
Бемишевський завод з виробництва міді був заснований 1756 року за кошти Балахнинського купця Гната Осокіна. Він отримував руду з більш як 40 копалень з Казанської, В'ятської та Уфимської губерній. 17 грудня 1772 року за кошти купця та прихожан в сусідньому селі Кувак була збудована дерев'яна Свято-Троїцька церква. В грудні 1773 року завод був зруйнований повстанцями Омеляна Пугачова. Друге народження підприємство отримало 1777 року, коли його успадкував поміщик Казанської та Нижньогородської губерній Євграф Олексійович Лебедєв, який завіз в свої нові володіння кріпаків з Нижньогородської губернії. В 1800–1805 роках на заводі постійно працювало 4 ливарних печі, які щорічно виплавляли 900—1300 пудів міді. До 1816 року на заводі працювало 554 особи. 1825 року в селі Кувак була збудована нова кам'яна церква взамін старої дерев'яної. За даними 10-ї ревізії 1859 року в 332 дворах проживало 2192 особи, діяв базар. 1870 року на виплавці метала була зайнята 31 особа, на видобутку руди — 150, на вирубці дров та виробництві вугілля — 145. Через 10 років чисельність робітників зменшилась більш як вдвічі. Виробництво міді зменшилось до 300—400 пудів за рік, а 1882 року завод був взагалі закритий.
1920 року село було перейменоване в Троцьке на честь Лева Троцького. З 1924 по 1929 роки село було центром Троцької волості, яка охоплювала поселення Васильєвської, Староятчинської та Троцької волостей Можгинського повіту. 1929 року волость була ліквідована, село відійшло до складу Граховського району. Згідно з постановою президії ВЦВК від 2 березня 1933 року село було перейменовано на сучасну назву. З 1935 по 1956 роки в селі був розташований адміністративний центр Бемизького району. 29 березня 1939 року в селі була закрита церква. Указом президії Верховної Ради Удмуртської АРСР від 17 березня 1977 року до Бемижа було приєднане сусіднє село Кваки (Кувак).